# Richard Coughlan

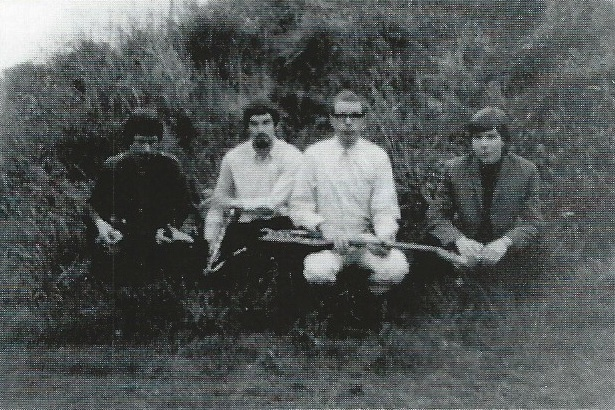
Richard Coughlan (rechts) in 1966

Richard Coughlan (Herne Bay, 2 september 1947 – 1 december 2013) was een Brits drummer.

## Levensloop
Coughlan werd geboren in Herne Bay, op zo'n 15 kilometer van Canterbury. Zijn eerste ervaring als drummer deed hij op in de muziekband van de zeecadetten in Herne Bay. Na een mislukte poging de hoorn te bespelen, legde hij zich toe op de trommels. Op zijn zestiende had hij zijn eigen drumstel en speelde hij naar eigen zeggen in twee bands (de Stour Side Stompers en de Earl Gutheridge Explosion), maar veel verder dan repeteren kwamen deze bands niet. Via-via leerde hij Hugh Hopper kennen en Coughlan nam de uitnodiging aan om repetities en optredens bij te wonen van de groep waar deze in speelde, The Wilde Flowers. Hun drummer Robert Wyatt voorzag hem van drumadviezen en toen deze besloot te gaan zingen, nam Coughlan zijn kans waar en nam hij de plek achter de drums in. Na het vertrek van Wyatt zou hij dat nog ongeveer een jaar blijven doen. 
Het platencontract van Soft Machine inspireerde de overgebleven leden van The Wilde Flowers: Caravan werd geboren. Coughlan brak zijn opleiding tot tandtechnicus af en werd voltijds musicus. Vanaf die tijd speelde hij in Caravan. Wel deed hij af en toe ook iets bij andere bands, maar dat bleef marginaal. Hij had weinig belangstelling voor een carrière als sessiemuzikant en hield van het leven bij Caravan: van de muziek, maar vooral van het vele reizen. Coughlan is geen bijzondere componist, hoewel hij wel bijgedragen heeft aan de totstandkoming van een groot aantal Caravan-nummers. Opmerkelijk is het nummer A Hunting We Shall Go/L'Auberge du Sanglier, dat hij in een 19/8 (negentien-achtste) maat speelt.
Eind jaren zeventig hield Caravan op te bestaan als fulltimeband. Coughlan ging niet door in de muziek maar begon aan een nieuwe carrière als bareigenaar. Hij was eigenaar van de pub The Sun Inn in Faversham.
De heropleving van Caravan, met af en toe een album en om de zoveel tijd een tournee, kon Coughlan prima combineren met zijn werk als barkeeper. Hij verwachtte niet meer voltijds als musicus aan de slag te gaan maar bleef Caravan als bijbaan aanhouden.